# McLaren M29
A McLaren M29 egy Formula–1-es versenyautó, amit a McLaren tervezett és versenyeztetett az 1979-es és az 1980-as Formula–1 világbajnokság során. Pilótái John Watson, Alain Prost, Andrea de Cesaris, Patrick Tambay, illetve Stephen South voltak - utóbbi 1980-ban, egy verseny erejéig helyettesítette a dél-afrikai nagydíjon komoly sérülést elszenvedő Prostot.
Jelentősebben módosított változatával, az M29F-fel az 1981-es idény első felében futottak pár versenyt. Az egyik utolsó autója volt a csapatnak, amelyet még a Project Four, azaz az MP4 kódnevű autók előtt készítettek.

## Eredmények
| Év   | Csapat                         | Kasztni   | Motor             | Gumik | Pilóták           | 1   | 2   | 3   | 4   | 5   | 6   | 7   | 8   | 9   | 10  | 11  | 12  | 13  | 14  | 15  | Pontok | Helyezés |
| ---- | ------------------------------ | --------- | ----------------- | ----- | ----------------- | --- | --- | --- | --- | --- | --- | --- | --- | --- | --- | --- | --- | --- | --- | --- | ------ | -------- |
| 1979 | Marlboro Team McLaren          | M29       | Ford Cosworth DFV | G     |                   | ARG | BRA | RSA | USW | ESP | BEL | MON | FRA | GBR | GER | AUT | NED | ITA | CAN | USA | 15*    | 7.       |
| 1979 | Marlboro Team McLaren          | M29       | Ford Cosworth DFV | G     | John Watson       |     |     |     |     |     |     |     |     | 4   | 5   | 9   | KI  | KI  | 6   | 6   | 15*    | 7.       |
| 1979 | Marlboro Team McLaren          | M29       | Ford Cosworth DFV | G     | Patrick Tambay    |     |     |     |     |     |     |     |     |     | KI  | 10  | KI  | KI  | KI  | KI  | 15*    | 7.       |
| 1980 | Marlboro Team McLaren          | M29B M29C | Ford Cosworth DFV | G     |                   | ARG | BRA | RSA | USW | BEL | MON | FRA | GBR | GER | AUT | NED | ITA | CAN | USA |     | 11**   | 9.       |
| 1980 | Marlboro Team McLaren          | M29B M29C | Ford Cosworth DFV | G     | John Watson       | KI  | 11  | 11  | 4   | NC  | DNQ | 7   | 8   | KI  | KI  | KI  | KI  | 4   | NC  |     | 11**   | 9.       |
| 1980 | Marlboro Team McLaren          | M29B M29C | Ford Cosworth DFV | G     | Alain Prost       | 6   | 5   | NI  |     | KI  | KI  | KI  | 6   | 11  | 7   |     |     |     |     |     | 11**   | 9.       |
| 1980 | Marlboro Team McLaren          | M29B M29C | Ford Cosworth DFV | G     | Stephen South     |     |     |     | DNQ |     |     |     |     |     |     |     |     |     |     |     | 11**   | 9.       |
| 1981 | Marlboro McLaren International | M29F      | Ford Cosworth DFV | G     |                   | USW | BRA | ARG | SMR | BEL | MON | ESP | FRA | GBR | GER | AUT | NED | ITA | CAN | CPL | 28***  | 6.       |
| 1981 | Marlboro McLaren International | M29F      | Ford Cosworth DFV | G     | John Watson       | KI  | 8   |     |     |     |     |     |     |     |     |     |     |     |     |     | 28***  | 6.       |
| 1981 | Marlboro McLaren International | M29F      | Ford Cosworth DFV | G     | Andrea de Cesaris | KI  | KI  | 11  | 6   | KI  |     |     |     |     |     |     |     |     |     |     | 28***  | 6.       |

* 8 ppontot szereztek 1979-ben a McLaren M28-assal.
** 1 pontot szereztek 1980-ban a McLaren M30-assal.
*** 1981-ben 27 pontot a McLaren MP4/1-essel szereztek.